# Mitrás arartinga
A mitrás arartinga (Psittacara mitratus), korábban pirosálarcos- vagy püspöksüveges aratinga, a madarak osztályának papagájalakúak (Psittaciformes) rendjébe és a papagájfélék (Psittacidae) családjába tartozó faj.

## Rendszerezése
A fajt Johann Jakob von Tschudi svájci természettudós írta le 1844-ben, a Conurus nembe Conurus mitratus néven.

## Alfajai
- Psittacara mitratus alticola Chapman, 1921
- Psittacara mitratus chlorogenys Arndt, 2006
- Psittacara mitratus mitrata (Tschudi, 1844)
- Psittacara mitratus tucumana Arndt, 2006

## Előfordulása
Az Andok hegységben, Argentína, Bolívia és Peru területén honos. Természetes élőhelyei a szubtrópusi vagy trópusi hegyi esőerdők és cserjések, valamint másodlagos erdők. Vonuló faj.
Betelepítették az Amerikai Egyesült Államok Kalifornia, Florida és Hawaii államaiba.

## Megjelenése
Testhossza 38 centiméter, testtömege 219-275 gramm.

## Szaporodása
Fészekalja 2-3 tojásból áll, melyen 23 napig kotlik.

## Természetvédelmi helyzete
Az elterjedési területe rendkívül nagy, egyedszáma pedig stabil. A Természetvédelmi Világszövetség Vörös listáján nem fenyegetett fajként szerepel.